# Conseil départemental de l'Orne
 (janvier 2019).
Le conseil départemental de l'Orne est l'assemblée délibérante du département de l'Orne et siège à Alençon. Elle est composée de 42 conseillers départementaux et est présidée par Christophe de Balorre depuis le 3 mars 2017.

## Composition
Le conseil départemental de l'Orne est composée de 42 conseillers départementaux, élus à raison de deux pour chacun des 21 cantons de l'Orne.
| Composition en 2021[réf. nécessaire]   |       |       |      |                       |
| Président : Christophe de Balorre (LR) |       |       |      |                       |
| Parti                                  | Sigle | Sigle | Élus | Groupes               |
| Majorité (30 sièges)                   |       |       |      |                       |
| Divers droite                          |       | DVD   | 16   | Ensemble pour l'Orne  |
| Les Républicains                       |       | LR    | 11   | Ensemble pour l'Orne  |
| Divers centre                          |       | DVC   | 2    | Ensemble pour l'Orne  |
| Union des démocrates et indépendants   |       | UDI   | 1    | Ensemble pour l'Orne  |
| Opposition (12 sièges)                 |       |       |      |                       |
| Parti socialiste                       |       | PS    | 8    | L’Orne nous rassemble |
| Divers gauche                          |       | DVG   | 4    | L’Orne nous rassemble |

## Administration

### Présidents
Christophe de Balorre, conseiller départemental du canton de Radon, a été élu le 3 mars 2017 président du conseil départemental de l'Orne, à la suite de la démission d'Alain Lambert.
Il a été réélu par le conseil départemental après son renouvellement lors des élections départementales de 2021 dans l'Orne, qui a vu sa majorité renforcé d'un binome de conseillers départementaux,
| Période                            | Période                      | Identité                             | Étiquette                    | Étiquette                    |
| Président du conseil général       | Président du conseil général | Président du conseil général         | Président du conseil général | Président du conseil général |
| ---------------------------------- | ---------------------------- | ------------------------------------ | ---------------------------- | ---------------------------- |
| 1810                               | 1812                         | Jacques Mercier                      | NC                           | NC                           |
| 1812                               |                              | Louis-François d'Avesgo de Coulonges | NC                           | NC                           |
| 1813                               |                              | Charles-Antoine de Bernart d'Avernes | NC                           | NC                           |
| 1813                               | 1834                         | NC                                   | NC                           | NC                           |
| 1834                               | 1839                         | Jacques Mercier                      | NC                           | NC                           |
| 1840                               | 1841                         | Jacques François Alexis Got          | NC                           | NC                           |
| 1845                               |                              | Jean His                             |                              | Majorité ministérielle       |
| 1846                               |                              | Jules Langlois d'Amilly              |                              | Majorité ministérielle       |
| 1847                               |                              | Francisque de Corcelle               |                              | Droite                       |
| 1848                               | 1860                         | Napoléon Curial                      |                              | Droite                       |
| 1861                               | 1868                         | Henri Charles Roulleaux Dugage       | NC                           | NC                           |
| 7 août 1869                        |                              | Edmond Le Bœuf                       |                              | Bonapartiste                 |
| 1870                               |                              | Alfred-Étienne de La Motte-Ango      | NC                           | NC                           |
| 1871                               | 1871                         | Louis Lautour                        | NC                           | NC                           |
| 1871                               | 1884                         | Louis-Xavier Sénéchal                | NC                           | NC                           |
| 1884                               | 1903                         | Albert Christophle                   |                              | Centre gauche                |
| 1904                               | 1904                         | Jules-Félix Gévelot                  |                              | Républicain progressiste     |
| 1904                               | 21 mars 1916                 | Léon Labbé                           |                              | Républicain                  |
| 1916                               | 14 février 1931              | Paul Fleury                          |                              | URD                          |
| 28 octobre 1931                    | 1940                         | Georges Dentu                        |                              | URD                          |
| 1940                               | 1945                         | Conseil général suspendu             | Conseil général suspendu     | Conseil général suspendu     |
| 29 octobre 1945                    | 4 octobre 1967               | Gaston Meillon                       |                              | RPF puis RS puis UNR         |
| 4 octobre 1967                     | 4 octobre 1993,              | Hubert d'Andigné                     |                              | UNR puis UDR puis RPR        |
| 21 octobre 1993                    | 3 décembre 2007              | Gérard Burel                         |                              | RPR puis UMP                 |
| 3 décembre 2007                    | 2 avril 2015                 | Alain Lambert                        |                              | UMP puis UDI                 |
| Président du conseil départemental |                              |                                      |                              |                              |
| 2 avril 2015                       | 17 février 2017              | Alain Lambert                        |                              | UDI                          |
| 3 mars 2017                        | En cours                     | Christophe de Balorre                |                              | LR                           |

### Vice-présidents[15]
- 1er vice-président : Jean-Pierre Féret
- 2e vice-présidente : Anick Bruneau
- 3e vice-présidente : Sophie Douvry
- 4e vice-présidente : Marie-Françoise Frouel
- 5e vice-président : Laurent Marting[16]
- 6e vice-présidente : Valérie Alain
- 7e vice-président : Jean-Vincent Du Lac
- 8e vice-président : Patrick Rodhain
- 9e vice-présidente : Virginie Valtier

## Compétences

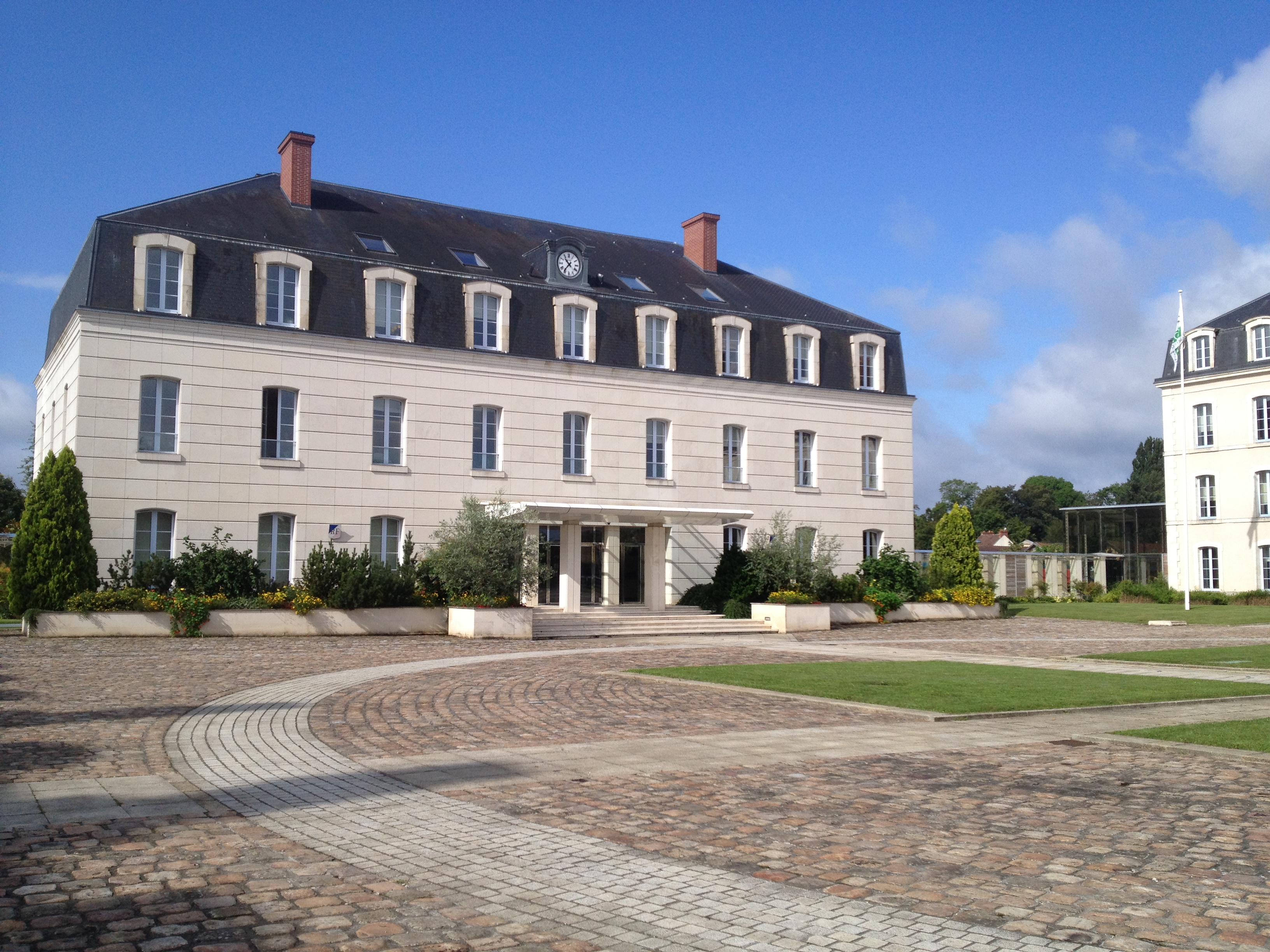
Le siège du conseil départemental de l'Orne à Alençon.

Le conseil départemental est l'assemblée délibérante de la collectivité territoriale qu'est le département de l'Orne. Celui-ci exerce les compétences qui lui ont été définies par le code général des collectivités territoriales, et notamment :
- social, santé (enfant, famille, personnes âgées et handicapées, insertion) ;
- aménagement du territoire ;
- organisation des transports et gestion du réseau routier départemental ;
- aide aux communes ;
- soutien au développement local et touristique ;
- gestion de certains établissements publics (collèges, bibliothèques départementales et archives départementales) et aide au développement de l'enseignement ;
- protection de l’environnement.

Le conseil départemental s'est, dans ce cadre, donné pour objectif prioritaire d'améliorer le quotidien des habitants de l'Orne.

### Numérique

#### L'application multi-services «L'Orne dans ma Poche»
En 2016, le conseil départemental de l'Orne a développé, en partenariat avec la Société Orange, une application mobile dite « multi-services » appelée L'Orne dans ma poche.
Avec cette application, disponible sur les systèmes d'exploitation iOS et Android, les utilisateurs peuvent trouver un bouquet de services, d'activités, tourisme, sports, culture, événements, actualités de l'Orne, les circuits de randonnées, les informations liées au site universitaire d'Alençon mais aussi les horaires des transports scolaires, les lignes régulières du département ou encore la météo. L'Orne dans ma poche permet également aux Ornais et aux automobilistes venant des départements voisins de connaître en temps réel les conditions de circulation et le passage des saleuses lors des périodes hivernales. L'Orne est le premier département à offrir cette fonctionnalité sous cette forme.

#### L'Orne raccordable à la fibre d’ici à 2023
L'Orne sera raccordée à la fibre optique d'ici à 2023 pour les habitants et les entreprises. Christophe de Balorre (président du conseil départemental de l'Orne), Chantal Castelnot (préfète de l'Orne), Hervé Morin (président du conseil régional de la Normandie), Régis Baudoin (directeur de la Mission France Très Haut Débit) et Stéphane Richard (Président-directeur général d'Orange) ont concrétisé, le 12 octobre 2018, leur accord de complémentarité zone d'investissement privé et zone d'initiative publique pour le déploiement de la fibre à l'habitant sur la totalité du département de l'Orne.
À fin 2023, la totalité des entreprises et des foyers ornais sera raccordable :
- à 50% dans la zone d'investissement privée déployée par Orange sur ses fonds propres ;
- à 50% sur la zone d'initiative publique dans le cadre d'une délégation de service public (DSP) mise en place par le conseil départemental de l'Orne et réalisée par Orne Métropole Très Haut Débit[20] (société du groupe Orange)[21].

### Mobilité

#### Autofree61: des véhicules électriques en libre-service
Le conseil départemental de l'Orne s'est lancé en 2017 dans une politique d'innovation territoriale pour l'électromobilité, en proposant aux Ornais des véhicules électriques en libre-service à l’hôtel du département mais aussi sur des sites extérieurs. Ainsi, 12 voitures sont mises à la disposition du public à Alençon et, depuis octobre 2018, Autofree 61 s'est étendu sur les sites du département suivants : Bellême, l'agence des Infrastructures départementales (ZI route du Mans), Mortagne-au-Perche à la délégation territoriale d'action sociale (rue du Moulin à vent), Argentan au centre d’exploitation routier (31, avenue de la 2e DB), La Ferté-Macé à l'agence des infrastructures départementales (rue Thiers, place de la Gare) et à Flers au centre d’exploitation routier (137, rue Ferdinand Lucas).
Le conseil départemental a mutualisé ses véhicules électriques 24 heures sur 24 et tous les jours de l'année afin que les agents du département et les Ornais puissent se partager les voitures sans aucune contrainte et à égalité. Les voitures électriques sont à la disposition du public via la plateforme « clem.mobi » ou via l'application Clem Ecomobilité.

## Identité visuelle

Logo de l'Orne (conseil général) jusqu'en 2015.
Logo de l'Orne (conseil départemental) de 2015 à 2019.
Logo de l'Orne (conseil départemental) depuis 2019.